# Stephen Marley
Stephen Marley, född 20 april 1972 i Wilmington, Delaware, USA, är en jamaicansk reggaemusiker, sångare, gitarrist och musikproducent som vunnit sju grammies – som antingen huvudartist eller medverkande/producent – för årets bästa reggaealbum. Han är son till Bob Marley och Rita Marley, och bror till bland andra Ziggy (David) och Damian Marley. Förutom dem så har han ytterligare tre syskon och sex halvsyskon, bl.a. Ky-Mani Marley och Julian Marley. De fem bröderna stod på samma scen för första gången år 2007 under turnén Marley Brothers.
Stephen Marley visade tidigt ett stort intresse för att producera och mixa musik. Faderns inspelningsstudio, utrustad med den modernaste utrustningen, ligger direkt i anslutning till hemmet. Stephen tillbringade mycket tid där, och lärde sig av de bästa när ragga-vågen kom i samband med att musikindustrin fick tillgång till digitala instrument och hjälpmedel. Han har sedan suttit vid kontrollerna när hans bröder spelat in sina album. År 1999 släpptes albumet "Chant Down Babylon", där en rad artister från hiphop-scenen – Lauryn Hill, Busta Rhymes, Erykah Badu, Chuck D, Krayzie Bone, Rakim m.fl. gjorde versioner av några av Bob Marleys mest kända låtar. Stephen Marley var producent och verkställande producent av albumet.
Stephen startade, tillsammans med sin bror Ziggy, Ghetto Youths år 1992. Ghetto Youths är en hjälp för ungdomar som vill bli musiker. Stephen Marley var en av medlemmarna i bandet Ziggy Marley and the Melody Makers, och var leadsinger för många av låtarna, bland andra "One Good Spliff". Mer nyligen har han figurerat både som producent för och gästartist med sin bror Damian Marley. Ett soloalbum med arbetsnamnet Mind Control släpptes 2007, där Stephen använde sin begåvning som musikmixare och lyckades framgångsrikt höja kvaliteten som kompensation för sin mediokra sångröst.

## Diskografi

### Studioalbum
- 2005 – Got Music? (Universal)
  - Spår: Mind Control, Iron Bars, Hey Baby, Chase Dem, My Way, Fed Up, Inna Di Red, Got Music, Baby Mama, Winding Road, Somone To Love
- 2007 – Stephen Marley (Universal/Island)
- 2007 – Mind Control (Universal)	 	
  - Spår: Mind Control, Hey Baby, Officer Jimmy, Iron Bars, The Traffic Jam, You're Gonna Leave, Chase Dem, Lonely Avenue, Let Her Dance, Fed Up, Inna di Red, The Traffic Jam
- 2008 – Mind Control: Acoustic (Ghetto Youths/Tuff Gong/Universal Rep)
  - Spår: Chase Dem, Iron Bars, Lonely Avenue, Mind Control, You're Gonna Leave, The Mission, The Traffic Jam, Fed Up
- 2011 – Jamaica Revelation Pt. 1 - The Root of Life (Universal Republic)
  - Spår: Made in Africa, False Friends, Break Us Apart, Can't Keep I Down, No Cigarette Smoking (In My Room), Freedom Time, Jah Army, Old Slaves, Pale Moonlight (How Many Times), She Knows Now,, Selassie Is the Chapel, Tight Ship, Working Days, Now I Know